# Route nationale 435
Die Route nationale 435, kurz N 435 oder RN 435 war von 1933 bis 1973 eine französische Nationalstraße, die von Domèvre-sur-Vezouze bis Rambervillers verlief. Ihre Länge betrug 29,5 Kilometer.